# Metropolia Kuala Lumpur
Metropolia Kuala Lumpur – jedna z 3 metropolii kościoła rzymskokatolickiego w Malezji. Została ustanowiona 18 grudnia 1972 roku.

## Diecezje
- Archidiecezja Kuala Lumpur
  - Diecezja Melaka-Johor
  - Diecezja Penang

## Metropolici
- Dominic Aloysius Vendargon (1972-1983)
- Anthony Soter Fernandez (1983-2003)
- Murphy Pakiam (2003-2013)
- Julian Leow Beng Kim (od 2014)